# Jean-François Di Giorgio
Pour les articles homonymes, voir Di Giorgio.
Jean-François Di Giorgio, né le 24 octobre 1961 à Marseille dans les Bouches-du-Rhône, est un scénariste franco-belge de bande dessinée.

## Biographie
Jean-François Di Giorgio naît le 24 octobre 1961, à Marseille. Il arrive en Belgique pour un contrat avec les Éditions Michel Deligne en 1980. Il sort, avec le dessinateur Denis Mézerette, l'album Rue des ombres en 1985. L'année suivante, il écrit le scénario de Julie-Julie pour le même dessinateur dont l'album est publié par les éditions Bédéscope. Di Giorgio fait son entrée à Spirou en 1987 avec la série Munro, une série policière dessinée par Griffo qui vit quatre aventures à suivre : Le Grand Frisson ; Les Visiteurs du crépuscule ; Les Fleurs bleues de Ha-ta-men avec André Taymans qui prend la suite ainsi que Le Jardinier des étoiles (4 albums, Dupuis) et crée également Yong Soo dessinée par Yung qui vivra quatre courts récits, il écrit encore le scénario d'un court récit pour Philippe Glogowski : Le Ferry de la mort en 1992. En 1989, il entame une collaboration avec Benoît Roels et publie dans Hello Bédé, une adaptation en bande dessinée des romans pour la jeunesse de Jean-Louis Foncine : La Bande des Ayacks ; Le Relais de la Chance au Roy et La Forêt qui n'en finit pas, repris en albums dans la collection « Signe de piste » aux éditions du Lombard (1990-1992). Il poursuit cette collaboration avec Les Fous de Monk un one shot contant une troublante affaire, prépublié dans Hello Bédé en 1992 et publié chez le même éditeur en 1993.  
On compte parmi ses œuvres Eden Killer, un diptyque d'espionnage pour la dessinatrice Cristina Mormile dans la collection « 12 septembre » aux éditions Soleil en 2007-2008, puis les séries Mygala, une trilogie dont deux tomes sont parus, et Samurai qui conte les aventures de Takeo, et de son fidèle Shiro, dessinées toutes deux par Frédéric Genêt. Cette dernière série est composée en plusieurs cycles, dont le premier est clôturé par le quatrième tome. Elle compte 18 tomes en 2025, aux éditions Soleil, le dessin est assuré par Cristina Mormile — qu'il retrouve pour l'occasion — à partir du tome 10. Une première série dérivée voit le jour en 2012 : Samurai Légendes, 10 tomes en 2024, la seconde Samurai Origines commence en 2017 et s'échelonne sur six albums en 2024 toujours chez le même éditeur. En 2020, il écrit le scénario de Shaolin pour le dessinateur Looky, la série compte 3 albums aux éditions Soleil en 2023. Il signe un nouveau western Wyoming, 1863 dessiné par Fabrizio des Dorides chez le même éditeur.
L'éditeur Caravelle a publié quatre tomes de Bruxelles Métropole (2010). Depuis plusieurs années, il enseigne aux jeunes Bruxellois les procédés du cadrage et de la bulle notamment au Centre belge de la bande dessinée.
Di Giorgio vit aux îles Canaries en 2023.

#### Livres
: document utilisé comme source pour la rédaction de cet article.
- Jean-Louis Lechat, Un demi-siècle d’aventures t. 2 : 1970 - 1996, Bruxelles, Le Lombard, 5 décembre 1996, 224 p., ill. ; 31 cm (ISBN 280361233X, OCLC 37995939, BNF 37539082, présentation en ligne), p. 151, 172. .
- Jacques Fiérain, « Di Giorgio, Jean-François », dans La BD à Bruxelles et en Brabant, Charleroi, Éd. l'Âge d'or, avril 2003, 144 p., ill. ; 31 cm (ISBN 9782960119664 et 2960119665, OCLC 470388171, présentation en ligne), p. 42. .
- Patrick Gaumer, « Di Giorgio, Jean-François », dans Dictionnaire mondial de la BD, Paris, Larousse, 2010, 953 p., ill. ; 27 cm (ISBN 978-2-0358-4331-9 et 2-0358-4331-6, OCLC 920924930, présentation en ligne), p. 256. .
- Philippe Mellot, Michel Denni, Laurent Turpin et Isabelle Morzadec, Trésors de la bande dessinée : BDM 2025-2026 - Catalogue encyclopédique et Argus, Paris, Les Arènes, novembre 2024, 24e éd., 1839 p., ill. ; 23 cm (ISBN 979-10-37512-61-1, OCLC 1478218824, présentation en ligne), p. 228, 242, 474, 504, 569, 766, 776, 1036, 1230, 1246, 1268, 1277, 1278, 1616. .

#### Périodiques
- Nina Stavisky, « Bruxelles Métropole, t. 1 : peinture au couteau », dBD, no 16,‎ septembre 2007, p. 19.